# マルクス・アエミリウス・レピドゥス (紀元前126年の執政官)
マルクス・アエミリウス・レピドゥス（ラテン語: Marcus Aemilius Lepidus、生没年不詳）は、紀元前2世紀中期・後期の共和政ローマの政治家。紀元前126年に執政官（コンスル）を務めた。

## 出自
レピドゥスの属するアエミリウス氏族は、古代の歴史家によると、ローマで最も古い家系とされている。最古の18部族の一つが、この氏族名を名乗った。その祖先はピタゴラス、あるいは第二代ローマ王ヌマ・ポンピリウスともされる。プルタルコスが引用している一説ではアイネイアースとラウィーニアの間の娘がアエミリアで、初代ローマ王ロームルスを生んだとしている（通説ではレア・シルウィアが母）。アエミリウス氏族のうち、レピドゥスのコグノーメン（第三名、家族名）を持つもので最初に執政官となったのは、紀元前285年のマルクス・アエミリウス・レピドゥスである。
カピトリヌスのファスティの欠損のため、レピドゥスの父および祖父のプラエノーメン（第一名、個人名）は不明である。歴史家W. ドゥルマンは父を紀元前190年のトリブヌス・ミリトゥムであるマルクス・アエミリウス・レピドゥスとしているが、カナダの歴史家G. サムナーとフランスの歴史家C. セッティパニはこれに賛成しておらず、レピドゥスは紀元前158年の執政官マルクス・アエミリウス・レピドゥス の子で、紀元前77年の執政官マメルクス・アエミリウス・レピドゥス・リウィアヌスの養父であると考えている。

## 経歴
執政官就任年とウィッリウス法の規定から逆算して、レピドゥスは遅くとも紀元前129年にプラエトル法務官に就任したはずである。紀元前126年には執政官となった。同僚執政官はルキウス・アウレリウス・オレステスであった。オレステスは反乱鎮圧のためにサルディニアに派遣された。レピドゥスはヒルピニアにおけるアッピア街道の視線であるアエミリア街道（紀元前187年の執政官マルクス・アエミリウス・レピドゥスが建設したアドリア海沿いのアエミリア街道と区別するため、ヒルピニアのアエミリア街道とも呼ばれる）を建設した。

## 参考資料

### 古代の資料
- プルタルコス『対比列伝』
- オロシウス『異教徒に反論する歴史』
- 『パスカレの年表（イースター年表）』

### 研究書
- Klebs E. "Aemilius" // Paulys Realencyclopädie der classischen Altertumswissenschaft. - 1893. - Bd. I, 1. - Kol. 543-544.
- Tsirkin Yu. "Lepidus's Revolt" // Ancient World and Archeology - 2009. - No. 13. - С. 225-241.
- Drumann W. "Geschichte Roms Übergange in seinem von der zur republikanischen monarchischen Verfassung oder Pompeius, Caesar, Cicero und ihre Zeitgenossen. Hildesheim", 1964.
- Sumner GV. "Orators in Cicero's Brutus: prosopography and chronology", 1973
- Settipani C. "Continuité gentilice et continuité sénatoriale dans les familles sénatoriales romaines à l'époque impériale", 2000
- Camodeca G. "M. Aemilius Lepidus, cos. 126 a.C., le assegnazioni graccane e la via Aemilia in Hirpinia", Zeitschrift für Papyrologie und Epigraphik Bd. 115 (1997), pp. 263-270